# بز کوهی (رنگ)

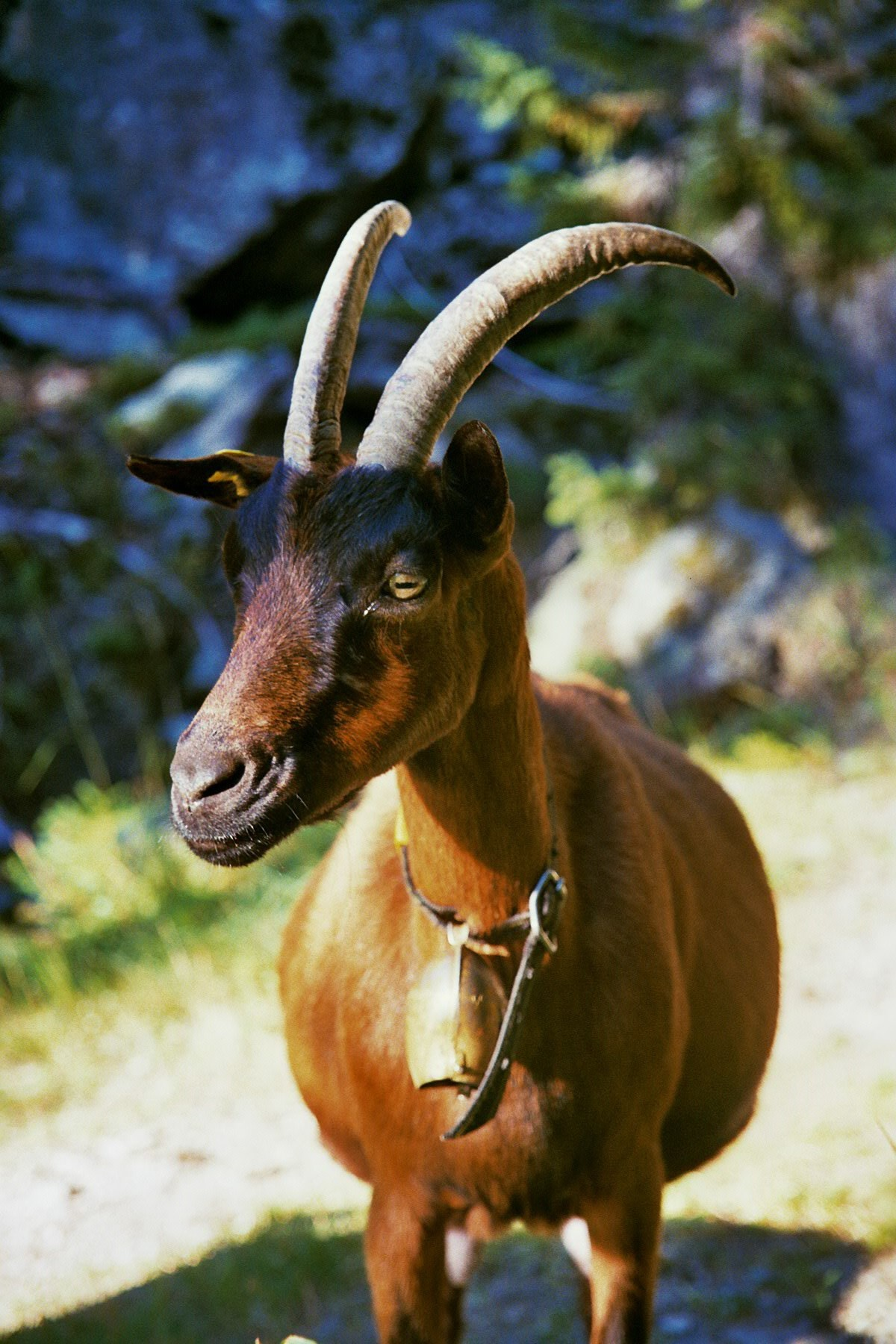
یک بز قهوه‌ای شاخدار

بز کوهی آلپی، یک نژاد بومی بز اهلی سوئیس است. این گونه در سراسر سوئیس و در بخش‌هایی از شمال ایتالیا و اتریش پراکندگی دارد و به کشورهای دیگر از جمله فرانسه صادر شده‌است. دو سویه، یک نوع شاخدار گریسونس یا گراوبوندن در بخش شرقی این کشور، و یک نوع بی‌شاخ از بزریک سابق از Oberhasli و ناحیه برینز و دریاچه برینز در مرکز سوئیس مرکزی وجود دارد. در برخی کشورها، گونه بی‌شاخ ممکن است یک نژاد جداگانه از بز Oberhasli در نظر گرفته شود. کتاب گله سوئیسی در سال ۱۹۳۰ تأسیس شد.

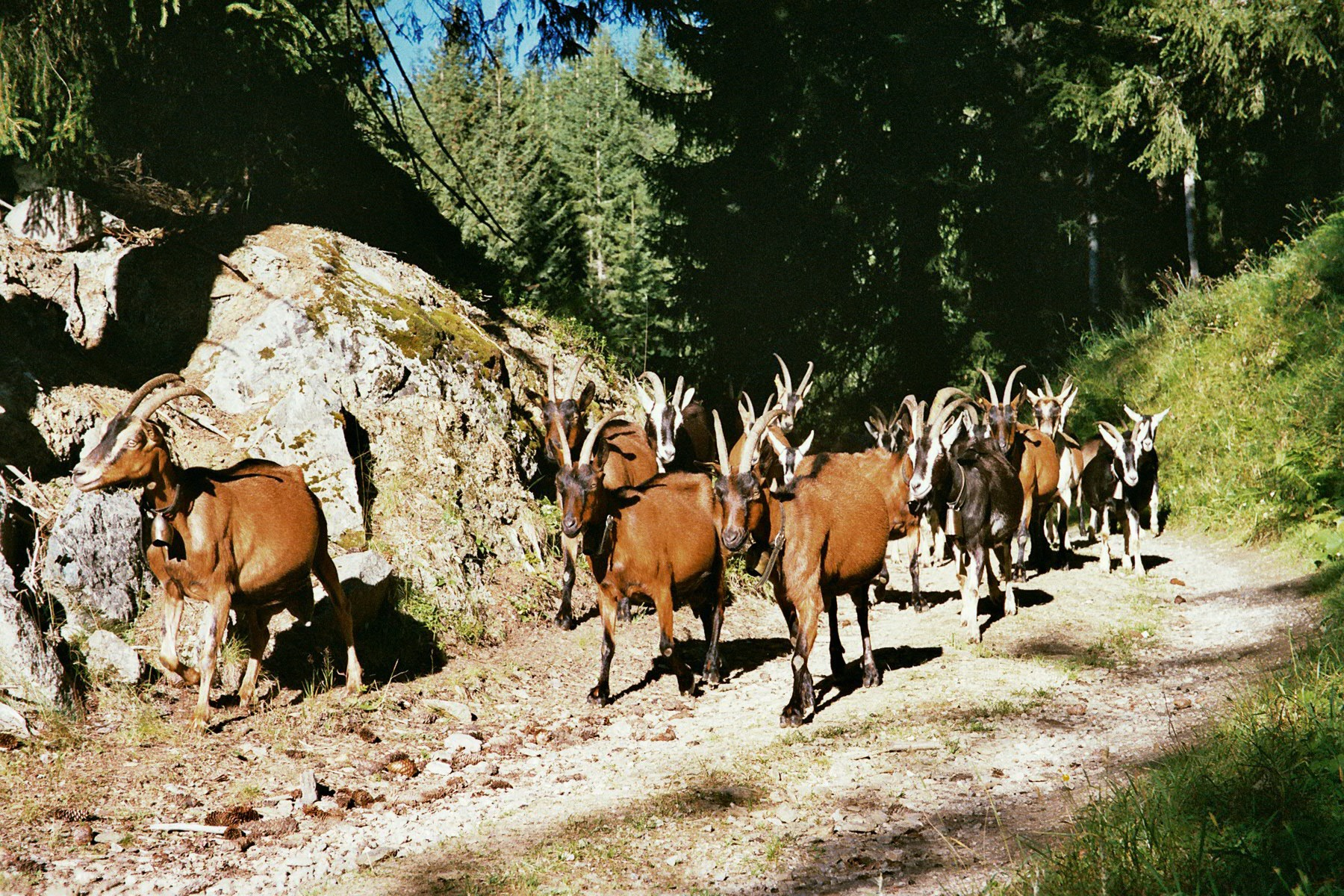
گله مخلوطی از بزها، با بزهای رنگارنگ در وسط، با بزهای راه‌راه تیره گریزون در پشت آنها